# Kew Gardens (racconto)
Kew Gardens è un racconto breve dell'autrice inglese Virginia Woolf. È stato pubblicato per la prima volta privatamente nel 1919, successivamente confluì nella raccolta del 1921 Lunedì o Martedì, e successivamente in quella postuma intitolata Una casa infestata (1944). Originariamente recava illustrazioni di Vanessa Bell, la sua organizzazione visiva è stata descritta come analoga a un dipinto post-impressionista.

## Riassunto della trama
Situato nell'omonimo giardino botanico di Londra in un caldo giorno di luglio, il racconto offre scorci breve di quattro gruppi di persone che passano da aiuola in aiuola. Inizia con una descrizione della sua forma ovale. La Woolf mescola i colori dei petali di fiori, galleggianti a terra, con l'apparentemente casuale movimento dei visitatori, che paragona a quello irregolari delle farfalle.
Il primo gruppo è formato da una coppia sposata e l'uomo, chiamato Simon, ricorda la sua visita quindici anni prima quando chiese ad una ragazza chiamata Lily di sposarlo, venendo però respinto.
In questo caso il centro della descrizione della Woolf è paragonato all'apparente casualità del volo di una libellula: che simboleggia la decisione difficile presa dalla ragazza. La donna che divenne moglie di Simon, Eleonor, ha una memoria differente, ricorda infatti un momento passato quando lei e altre bambine stavano vicino al lago con i loro cavalletti, dipingendo le immagini delle ninfee. In quell'occasione qualcuno la baciò sul retro del collo e l'esperienza è rimasta sempre con lei. La coppia con i figli esce da quelle visioni e il racconto si concentra ora su una lumaca nell'aiuola. Sembra avere un obiettivo preciso, e il narratore descrive la vista e prima che il viaggio deve affrontare. L'attenzione si tira indietro di nuovo.
Due uomini stanno passeggiando, uno giovane chiamato William e un vecchio, un po' instabile del quale non si conosce nome. Il vecchio ricorda momenti della prima guerra mondiale. Poi sembra confondere una donna con qualcuno a cui stava pensando e si prepara a correre da lei, ma viene fermato da William che distrae l'uomo più anziano tendendo un fiore. Il vecchio si appoggia ad esso come per ascoltare una voce al suo interno. Intanto la conversazione sulla guerra inizia a farsi più profonda.
Accanto a loro vi sono due donne anziane che il narratore descrive come appartenenti alla classe media inferiore. Sono incuriosite dall'atteggiamento eccentrico dell'uomo anziano e da dietro scrutano la coppia di signori lanciandosi uno sguardo malizioso, per poi riprendere la loro conversazione; parole e frasi unite da un senso lontano ed ambiguo: egli dice, lei dice, mi dice; zucchero, farina, aringhe, piselli verdi. I narratore pare staccarsi poi dalla conversazione delle due donne mentre esse si avvicinano all'aiuola. Alla fine il loro racconto termina con le due che si accordano per prendere insieme un tè.
Una coppia dopo l'altra si muove attraverso i giardini. Il racconto della Woolf del racconto ora si fa più denso e gira attorno a lampi di colore, forme e movimenti, parole e voci di appagamento, passione e desiderio. Le voci forti ed energiche dei bambini, le loro freschezze e di sorpresa. Infine, la messa a fuoco si trascina al di là dei giardini, e contrasta con il mormorio della città e con le voci e colori dei giardini.